# Homeland (Iraq Year Zero)
Homeland (Iraq Year Zero) es un documental de 2015 dirigido por Abbas Fahdel.

## Argumento
Homeland (Iraq Year Zero) se divide en dos partes: antes y después de la invasión estadounidense a Iraq en el año 2003.
En la primera parte, el director filma de forma muy cercana a su numerosa familia de clase media, mientras sus seres queridos se preparan para lo que vendrá. Da cuenta del paternalismo de Hussein, del culto a la personalidad del líder, de la "obediencia" de la población,de la aparente homogeneización de la sociedad.
La segunda parte empieza y todo ha cambiado. Los ocupantes norteamericanos están por todos lados . El estado de excepción es el nuevo reino. En la segunda parte se pone de manifiesto la desintegración social, la violencia descontrolada no sólo de los norteamericanos sino también de sectores marginales, saqueadores, sectarios, vendedores de armas, etc. Aparece el desprecio por lo público y lo cultural por parte de los saqueadores, que roban y queman centros de estudio, instituciones y viviendas. Una locura que sintoniza con los invasores yankees. También se plasma la situación durante la dictadura de Hussein: extrema riqueza de la burocracia y pobreza de gran parte de la población; persecuciones y asesinatos de disidentes. Los niños juegan con casquillos de misiles, granadas y restos de armamentos. La población teme salir a la calle por la tarde noche. Los asesinatos a manos de desconocidos son moneda corriente. La familia del director no estará exenta de esta situación.